# Gynoplistia (Gynoplistia) kua
Gynoplistia (Gynoplistia) kua is een tweevleugelige uit de familie steltmuggen (Limoniidae). De soort komt voor in het Australaziatisch gebied.